# Авіаційно-технічний музей (Луганськ)
Авіаційно-технічний музей (Луганськ) — авіаційний музей просто неба в Луганську з колекцією літаків і гелікоптерів радянського виробництва.

## Загальні відомості
Музей розташований на південній околиці міста, поблизу авіаремонтного заводу в районі «ВАУШ». До музею не ходить громадський транспорт, проте дорога до музею (близько 2 км) йде мальовничими напівпарковими зонами, через покинуте військове містечко колишнього Луганського військово-авіаційного училища штурманів.
Територія музею вільна для відвідування. Екскурсійного обслуговування музей не має,
проте всі експонати супроводжені необхідними інформаційними таблицями.

## Експозиція
В колекції музею переважно військова техніка — як літальні апарати, так і підвісна зброя, зокрема, бомби і ракети.
У музеї представлені:
- Літальні апарати створені в ОКБ Туполєва, Яковлева, Мікояна і Гуревича, Сухого, Антонова, Берієва, Ільюшина, Міля, Камова.

Цікаві колекції винищувачів КБ Мікояна (від першого МіГ-15 до МіГ-29), вертольотів Міля (Мі-2, Мі-8, Мі-24, Мі-26). Унікальні, як для України, експонати Як-38 з вертикальним зльотом, фронтовий бомбардувальник Як-28, важкий транспортник Іл-76, літак-амфібія Бе-12 та інші.
- Авіадвигуни КБ Швецова, Мікуліна, Климова, Ізотова, Люльки, Соловйова, Івченко, Кузнецова тощо.

Родзинкою музею, що викликає незмінний інтерес у відвідувачів, є також і унікальна колекція раритетних автомобілів і мотоциклів.
12 квітня 2011 року в музеї відкрилася експозиція присвячена 50-річчю з дня першого польоту людини в космос і 90-річчю з дня народження льотчика-космонавта Георгія Берегового.